# Strada statale 427 della Gallura Centrale

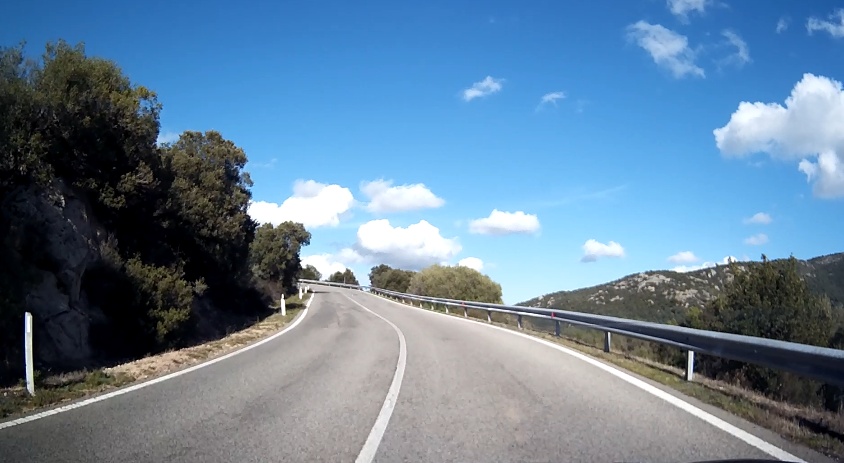
La 427 in prossimità dell'abitatao di Sant'Antonio di Gallura

La strada statale 427 della Gallura Centrale (SS 427) è una strada statale italiana, di rilevanza locale che attraversa il cuore della Gallura.

## Percorso
Ha inizio a Calangianus, dalla strada statale 127 Settentrionale Sarda, e ha un tracciato in parte impervio e curvilineo. Snodandosi in direzione nord-est attraversa i centri di Sant'Antonio di Gallura e Pirazzolu, per giungere infine ad Arzachena, dove si immette sulla strada statale 125 Orientale Sarda.